# 穆列尔
穆列尔，是西班牙卡斯蒂利亚-莱昂巴利亚多利德省的一个市镇。总面积23平方公里，
2001年普查人口總數為214人，人口密度為每平方公里9人。